# 모리씨 (와카쓰키씨)
모리 씨(일본어: 森氏 모리시[*])는 세이와 겐지의 일류인 가와치 겐지의 흐름을 이어받은 무가 씨족이다. 하치만타로 요시이에의 7남 와카쓰키 요리타카의 아들인 요리사다가 사가미국 아이코군 모리 장의 영주가 되어 모리 씨를 자칭하여 시작되었다.